# McCurtain, Oklahoma
McCurtain är en kommun (town) i Haskell County i Oklahoma. Orten har fått sitt namn efter choctawhövdingen Green McCurtain. Det nuvarande ortnamnet togs i bruk 1902 och innan dess hette orten Panther. Vid 2020 års folkräkning hade McCurtain 355 invånare.